# Communauté de communes Conflent Canigó
La communauté de communes Conflent Canigó est une communauté de communes française, située dans le département des Pyrénées-Orientales et la région Occitanie.
Elle est née de la fusion à l'initiative des élus entre la communauté de communes Vinça Canigou et la communauté de communes du Conflent le 1er janvier 2015.

## Historique
La communauté de communes du Conflent a été créée le 1er janvier 2009 et a intégré la communauté de communes Canigou - Val Cady le 1er janvier 2014. La communauté de communes Vinça Canigou a été créée le 1er janvier 1998. 
Ces deux communautés de communes ont fusionné pour donner naissance le 1er janvier 2015 à la communauté de Communes Conflent Canigó regroupant 47 communes. En effet, un plan préfectoral envisageait d'autoriser les communes de Vinça et Baillestavy à quitter Vinça Canigou pour Conflent, entrainant une très forte diminution de population de l'intercommunalité. 
Elle regroupe 47 communes et 20 905 habitants sur un territoire de 832,93 km². La structure ne fut pas menacée par la loi NoTRE qui imposait un premier palier de quinze mille habitants.

## Territoire communautaire

### Composition
Elle est composée des 45 communes suivantes :

| Nom                      | Code Insee | Gentilé        | Superficie (km2) | Population (dernière pop. légale) | Densité (hab./km2) |
| ------------------------ | ---------- | -------------- | ---------------- | --------------------------------- | ------------------ |
| Prades (siège)           | 66149      | Pradéens       | 10,87            | 6 166 (2022)                      | 567                |
| Arboussols               | 66007      | Arboussolois   | 14,08            | 130 (2022)                        | 9,2                |
| Baillestavy              | 66013      | Baillestavyens | 17,89            | 117 (2022)                        | 6,5                |
| Campôme                  | 66034      | Campômois      | 5,26             | 120 (2022)                        | 23                 |
| Canaveilles              | 66036      | Canaveillois   | 10,95            | 43 (2022)                         | 3,9                |
| Casteil                  | 66043      | Casteillais    | 29,83            | 140 (2022)                        | 4,7                |
| Catllar                  | 66045      | Catllanais     | 8,02             | 724 (2022)                        | 90                 |
| Clara-Villerach          | 66051      | Claranencs     | 8,7              | 267 (2022)                        | 31                 |
| Codalet                  | 66052      | Codalétois     | 2,78             | 353 (2022)                        | 127                |
| Conat                    | 66054      | Conatois       | 19,12            | 63 (2022)                         | 3,3                |
| Corneilla-de-Conflent    | 66057      | Corneillanais  | 11,02            | 532 (2022)                        | 48                 |
| Escaro                   | 66068      | Escaronats     | 15,21            | 127 (2022)                        | 8,3                |
| Espira-de-Conflent       | 66070      | Espiranois     | 6,03             | 220 (2022)                        | 36                 |
| Estoher                  | 66073      | Estohanencs    | 26,08            | 154 (2022)                        | 5,9                |
| Eus                      | 66074      | Iliciens       | 20,08            | 381 (2022)                        | 19                 |
| Fillols                  | 66078      | Fillolois      | 8,4              | 208 (2022)                        | 25                 |
| Finestret                | 66079      | Finestretois   | 8,43             | 201 (2022)                        | 24                 |
| Fontpédrouse             | 66080      | Fontpédrousats | 64,35            | 122 (2022)                        | 1,9                |
| Fuilla                   | 66085      | Fuillanencs    | 9,69             | 435 (2022)                        | 45                 |
| Joch                     | 66089      | Jochois        | 3,38             | 396 (2022)                        | 117                |
| Jujols                   | 66090      | Jujoliens      | 10,11            | 42 (2022)                         | 4,2                |
| Mantet                   | 66102      | Mantetaïres    | 32,15            | 35 (2022)                         | 1,1                |
| Marquixanes              | 66103      | Marquixanois   | 4,8              | 585 (2022)                        | 122                |
| Los Masos                | 66104      | Masois         | 5,71             | 972 (2022)                        | 170                |
| Molitg-les-Bains         | 66109      | Molitguois     | 12,96            | 248 (2022)                        | 19                 |
| Mosset                   | 66119      | Mossetans      | 71,93            | 313 (2022)                        | 4,4                |
| Nohèdes                  | 66122      | Nohèdois       | 30,91            | 60 (2022)                         | 1,9                |
| Nyer                     | 66123      | Nyérois        | 37               | 150 (2022)                        | 4,1                |
| Olette                   | 66125      | Olettois       | 28,95            | 337 (2022)                        | 12                 |
| Oreilla                  | 66128      | Oreillanais    | 16,03            | 27 (2022)                         | 1,7                |
| Py                       | 66155      | Pyens          | 50,86            | 79 (2022)                         | 1,6                |
| Ria-Sirach               | 66161      | Ria-Sirachois  | 12,82            | 1 294 (2022)                      | 101                |
| Rigarda                  | 66162      | Rigardanais    | 3,6              | 700 (2022)                        | 194                |
| Sahorre                  | 66166      | Sahorrans      | 14,88            | 399 (2022)                        | 27                 |
| Serdinya                 | 66193      | Serdinyanais   | 16,91            | 233 (2022)                        | 14                 |
| Souanyas                 | 66197      | Souanyasais    | 4,81             | 31 (2022)                         | 6,4                |
| Tarerach                 | 66201      | Tarerachois    | 8,16             | 43 (2022)                         | 5,3                |
| Taurinya                 | 66204      | Taurinyains    | 14,5             | 327 (2022)                        | 23                 |
| Thuès-Entre-Valls        | 66209      | Thuésiens      | 20,41            | 26 (2022)                         | 1,3                |
| Trévillach               | 66215      | Trévillais     | 17,24            | 188 (2022)                        | 11                 |
| Urbanya                  | 66219      | Urbanyains     | 14,4             | 45 (2022)                         | 3,1                |
| Valmanya                 | 66221      | Valmanyencs    | 27,63            | 34 (2022)                         | 1,2                |
| Vernet-les-Bains         | 66222      | Vernetois      | 16,76            | 1 441 (2022)                      | 86                 |
| Villefranche-de-Conflent | 66223      | Villefranchois | 4,46             | 205 (2022)                        | 46                 |
| Vinça                    | 66230      | Vinçannais     | 7,74             | 2 205 (2022)                      | 285                |

### Démographie
| 1968   | 1975   | 1982   | 1990   | 1999   | 2010   | 2015   | 2021   |
| ------ | ------ | ------ | ------ | ------ | ------ | ------ | ------ |
| 17 413 | 17 198 | 16 908 | 17 384 | 17 416 | 19 468 | 20 120 | 20 790 |

## Administration

### Siège
Le siège de la communauté de communes est situé à Prades.

### Les élus
Le conseil communautaire de la communauté de communes se compose de 71 conseillers, représentant chacune des communes membres et élus pour une durée de six ans.
Ils sont répartis comme suit :
| Nombre de conseillers | Communes                |
| --------------------- | ----------------------- |
| 19                    | Prades                  |
| 4                     | Vernet-les-Bains, Vinça |
| 2                     | Los Masos, Ria-Sirach   |
| 1 (+1 suppléant)      | les 40 autres communes  |

### Présidence
Le conseil communautaire élit un président et quinze vice-présidents pour une durée de six ans.
| Période        | Période  | Identité          | Étiquette   | Qualité                     |
| -------------- | -------- | ----------------- | ----------- | --------------------------- |
| 7 janvier 2015 | 2020     | Jean Castex       | UMP puis LR | Maire de Prades (2008-2020) |
| 2020           | En cours | Jean-Louis Jallat | LC          | Maire d'Olette (2001-)      |

### Régime fiscal et budget
Le régime fiscal de la communauté de communes est la fiscalité professionnelle unique (FPU).

## Pour approfondir